# فیلانک
فیلانک (به آلمانی: Vielank) یک شهر در آلمان است که در لودویگسلوست-پارشیم واقع شده‌است. فیلانک ۱٬۴۵۲ نفر جمعیت دارد.